# Рид, Дерек
Дерек Эгаттер Рид (англ. Derek Agutter Reid; 1927—2006) — английский миколог, один из самых влиятельных микологов XX века.

## Биография
Дерек Рид родился 2 сентября 1927 года в городе Лейтон-Баззард на территории графства Бедфордшир. Родители Рида занимались производством рамок для фотографий. Дерек учился в школе в Лейтон-Баззарде, затем служил в британской армии. После этого Рид продолжил учёбу в Университете Халла, где он получил степень бакалавра по ботанике и геологии. В 1950 году Рид стал членом Бедфордширского клуба естественной истории.
С 1951 года Рид работал в Королевских ботанических садах Кью. В 1964 году он получил степень доктора философии в Лондонском университете за работу, посвящённую грибам с жёсткими плодовыми телами на ножках. Дерек Рид активно путешествовал по работе — он собирал и определял образцы грибов в Европе, Африке, Северной и Центральной Америке и Австралии.
В 1953 году Рид женился на Памеле Сейч, с которой познакомился на одном из микологических собраний. Их сын Дэвид затем стал конхологом. Однако через несколько лет Дерек и Памела развелись, и в 1987 году Рид женился на Шиле Гловер. В том же году он ушёл на пенсию. В 1989 году Рид по приглашению профессора Альберта Эйкера некоторое время преподавал в Университете Претории в Южной Африке. В 1980 году была издана популярная книга-определитель Дерека Mushrooms and Toadstools. Рид внёс большой вклад в изучение аманитовых грибов Австралии и Южной Африки.
Дерек Эгаттер Рид скончался 18 января 2006 года в Чичестере.

## Некоторые научные работы
- Reid, D.A. (1962). Notes on fungi which have been referred to the Thelephoraceae sensu lat. Persoonia 2 (2): 109-169, 59 figs.
- Reid, D.A.; Austwick, P.K.C. (1963). An annotated list of the less common Scottish Basidiomycetes. Glasgow Naturalist 18 (6): 255-336.
- Reid, D.A. (1964). Notes on some fungi of Michigan. I. Cyphellaceae. Persoonia 3 (1): 97-154, 52 figs.
- Reid, D.A. (1965). A monograph of the stipitate stereoid fungi. Beihefte zur Nova Hedwigia 18: 1—388.
- Dennis, R.W.G.; Reid, D.A.; Spooner, B.M. (1977). The fungi of the Azores. Kew Bulletin 32 (1): 85-136.
- Oldridge, S.G.; Pegler, D.N.; Reid, D.A.; Spooner, B.M. (1986). A collection of fungi from Pahang and Negeri Sembilan (Malaysia). Kew Bulletin 41 (4): 855-872.
- Reid, D.A. (1990). The Leucocoprinus badhamii complex in Europe: species which redden on bruising or become green in ammonia fumes. Mycological Research 94 (5): 641-670.

## Виды, названные в честь Д. Рида
- Amanita reidii Eicker & Greuning, 1993
- Corticium reidii K.S.Thind & S.S.Rattan, 1972 [syn.  Ceraceomyces reidii (K.S.Thind & S.S.Rattan) S.S.Rattan, 1977]
- Cystolepiota adulterina f. reidii Bon, 1981
- Hygrocybe reidii Kühner, 1976
- Inocybe albidodisca var. reidii Stangl & J.Veselský, 1975 [syn.  Inocybe pruinosa R.Heim, 1931]
- Peniophora reidii Boidin & Lanq., 1983
- Stereopsis reidii Losi & A.Gennari, 1997
- Volvariella reidii Heinem., 1978